# Crash Tag Team Racing
Crash Tag Team Racing est un jeu vidéo de course et de plates-formes de la série Crash Bandicoot, sorti en octobre 2005 sur GameCube, Xbox, PlayStation 2 et PSP.

## Description
Le jeu s'articule en deux parties: un mode aventure proche d'un platformer en 3D, ainsi qu'un mode course solo ou multijoueur. Pour progresser dans le mode aventure, le joueur a la liberté de compléter soit des courses, soit des phases de plates-formes ou bien des mini-jeux.
La mécanique principale lors des courses est le "clashing", permettant de fusionner son véhicule avec celui d'un adversaire et de pouvoir tirer sur les autres joueurs avec une tourelle. De cette mécanique découlent différents modes invitant à détruire des objets à bord d'un véhicule fusionné, ainsi que des arènes de combat.

## Scénario
L'histoire prend place dans le parc d'attractions de l'excentrique Ebeneezer Von Clutch, dédié aux courses de voitures. Quelqu'un a dérobé les gemmes d'énergies servant à alimenter les différentes parties du parc. Ce sera donc à Crash Bandicoot de parcourir le parc afin de retrouver les gemmes disséminées un peu partout. Le jeu introduit également un nouveau personnage dans la série, Pasadena O'Possum.

## Modes de jeu
- Mode Aventure : On y incarne Crash Bandicoot dans un univers 3D, en vue à la troisième personne. Le joueur devra collecter des cristaux d'énergie par divers moyen afin de progresser dans le parc.
- Mode Course : Il y a au total 20 circuits, éparpillés dans 5 parties différentes du parc, chacune portant sur un thème particulier: pirates, contes de fées, pharaons, jurassique, conquête spatiale
- Mode Combat : Pour affronter et tirer sur ses adversaires dans une arène.
- Mode Acrobatie : Pour gagner des cristaux en effectuant le plus d'acrobaties possibles dans un temps imparti. Le mode se débloque en déverrouillant l'arène d'acrobaties à Happily Ever Faster

## Personnages
Il y a au total 8 personnages jouables dans le jeu :
- Crash Bandicoot, marsupial orange intrépide, immature et fougueux, un héros très attachant. Il doit retrouver toutes les Gemmes d'Énergie du parc et la Super Gemme d'Énergie Noire d'Ebeneezer Von Clutch.

- Coco Bandicoot, la petite sœur de Crash Bandicoot ainsi qu'une génie de l'informatique, passionnée par les arts martiaux mais également par la mode et les soins de beauté, elle est l'archétype de l'adolescente moderne. Elle méprise Nina Cortex.

- Crunch Bandicoot, bandicoot musclé, ami de Crash et Coco. Il aime montrer sa force et s'en servir pour des occasions particulières.

- Docteur Neo Cortex, un savant fou et maléfique, pire ennemi de Crash Bandicoot, trouve que la situation du parc est une bonne occasion pour le récupérer et détruire enfin les Bandicoots.

- Nina Cortex, la nièce gothique du Dr Neo Cortex. Elle reste distante, calme, cynique et surtout, elle n'apprécie pas Coco.

- Dr N. Gin, cet employé du Dr Neo Cortex est devenu un fou dépressif, masochiste, et suicidaire à la suite d'une expérience ayant mal tourné.

- Pasadena O'Possum, opposum femelle amie de Von Clutch, elle vient du Texas et aime flirter avec Crash.

- Ebenezer Von Clutch, cyborg allemand de nature joyeuse et vive, propriétaire du parc dans lequel les Bandicoots ont débarqué. Sa Super Gemme d'Énergie Noire ayant disparu, son corps peut s'éteindre à tout moment.

## Musique
Les musiques sont composées par Spiralmouth tout comme dans le jeu précédent, Crash Twinsanity. Marc Baril a également contribué à la composition. La majorité des sonorités ont été réalisées à la bouche ou chantées, apportant un côté déjanté aux compositions. Certains morceaux contiennent des échantillons d'oeuvres classiques connues comme Le Carnaval des Animaux.

## Anecdotes
- Véhicules: Il y a 3 véhicules déblocables par personnage, soit un total de 24 véhicules. Chacune des 3 variations comporte des capacités différentes indiquées par un symbole: adhérence, vitesse, resistance aux tirs.
- Costumes: Il existe une multitude de costumes achetables dans le parc, un pour chaque personnage jouable, et 9 pour Crash. L'achat de certains costumes comme ceux de N-Gin ou de Nina permet de débloquer véhicules et améliorations, et d'avancer dans le mode aventure. Il y a 16 costumes au total, tous sont nécessaires pour compléter le jeu à 100%
- Die-O-Rama: Les Die-O-Ramas sont des cinématiques mettant en scène la mort de Crash dans diverses situations comiques. Elles sont au nombre de 34 et il faudra toutes les retrouver pour compléter le jeu à 100%. Certaines se déclenchent notamment en tombant dans l'eau ou dans le vide.
- Défis des Poulets: Les Défis des Poulets sont des mini-jeux présents dans chacune des 5 parties du parc. Après avoir démarré un défi, le joueur devra retrouver tous les poulets cachés dans le niveau, dans un temps imparti. Il est nécessaire de venir à bout de tous les Défis des Poulets pour compléter le jeu à 100%.
- Version PSP: Il est possible de déverrouiller de nouvelles voitures et arènes de combat en connectant la version PSP à la version PS2[5].
- Version Nintendo DS: La version Nintendo DS du jeu a été annulée après 9 mois de développement. Depuis, plusieurs captures d'écran des modèles 3D des personnages et des circuits ont commencé à circuler sur internet[6].

## Voix françaises
- Natacha Gerritsen : Coco Bandicoot
- Martial Le Minoux : Crunch Bandicoot, Dr Neo Cortex
- Patricia Legrand : Pasadena O'Possum
- Claire Guyot : Nina Cortex
- Christophe Lemoine : N. Gin
- Gilbert Lévy : Ebenezer Von Clutch
- Pierre-Alain de Garrigues : Stew

## Voix originales
- Jess Harnell : Crash Bandicoot, Park Drone
- Debi Derryberry : Coco Bandicoot
- Lex Lang : Dr Neo Cortex
- Susan Silo : vieille Femme, femme mature
- Amy Gross : Nina Cortex
- Bill Farmer : Vieux Monsieur
- Charles Dennis : Park Drone
- Chris Williams : Crunch Bandicoot
- Danny Mann : Ebenezer Von Clutch
- Duane R Shepard Sr : Ragoût
- Nolan North : N. Gin
- Quinton Flynn : Lèvres de Gésier
- Roger Jackson : Willie Wumpa Cheeks
- Shanelle Workman Gray : Pasadena O'Possum
- Vanessa Marshall : adulte femelle